# Provincia de Kourwéogo
Kourwéogo es una de las 45 provincias de Burkina Faso, su capital es Boussé.

## Departamentos (población estimada a 1 de julio de 2018)
La provincia está dividida en cinco departamentos:
- Boussé 60,314
- Laye 15,576
- Niou 35,345
- Sourgoubila 51,691
- Toéghin 22,174